# Polynésie thuộc Pháp
Polynésie thuộc Pháp (tiếng Pháp: Polynésie française, phát âm tiếng Pháp: [pɔlinezi fʁɑ̃sɛz], phiên âm như "Pô-li-nê-zi"; tiếng Tahiti: Pōrīnetia Farāni) là một xứ hải ngoại (pays d'outre-mer) của Pháp. Lãnh thổ này được tạo thành từ một vài nhóm đảo của quần đảo lớn Polynésie, hòn đảo nổi tiếng nhất là Tahiti thuộc nhóm quần đảo Société, đây cũng là đảo đông dân nhất và có thủ phủ của lãnh thổ-Papeete. Mặc dù không phải là một phần đầy đủ của lãnh thổ, đảo Clipperton được quản lý từ Polynésie thuộc Pháp cho đến năm 2007.

## Lịch sử

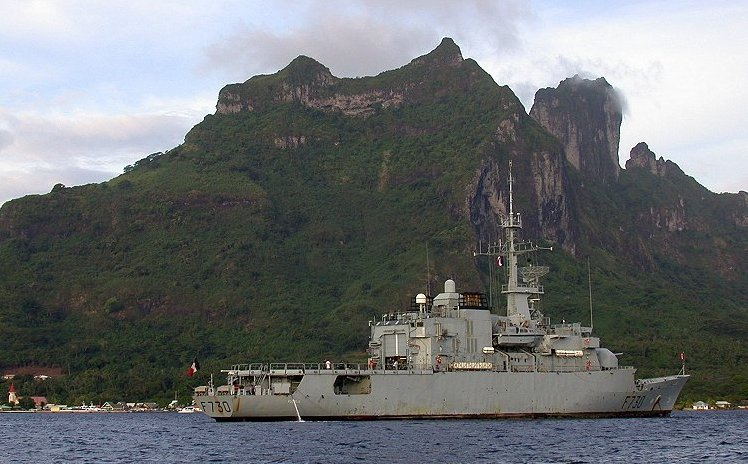
Tàu khu trục nhỏ Floréal của Pháp, đóng tại phá Bora Bora.

Các nhóm đảo hình thành nên Polynésie thuộc Pháp chưa được chính thức thống nhất cho đến khi thành lập vùng bảo hộ thuộc Pháp vào năm 1889. Người Polynésie bản địa là những người định cư đầu tiên trên các hòn đảo này, tại quần đảo Marquises vào năm 300 SCN và tại quần đảo Société vào năm 800 SCN. Những người Polynésie được tổ chức thành các cộng đồng lỏng lẻo có tù trưởng lãnh đạo.
Người châu Âu bắt đầu tiếp xúc với các nhóm đảo vào năm 1521 khi nhà thám hiểm người Bồ Đào Nha Ferdinand Magellan đã nhìn thấy đảo Pukapuka tại quần đảo Tuāmotu-Gambier. Một người Hà Lan tên là Jakob Roggeveen đã đi qua đảo Bora Bora thuộc quần đảo Société vào năm 1722, và nhà thám hiểm người Anh Samuel Wallis đã viếng thăm Tahiti vào năm 1767. Nhà thám hiểm người Pháp Louis Antoine de Bougainville đã viếng thăm Tahiti vào năm 1768, và nhà thám hiểm người Anh James Cook thăm đảo vào năm 1769. Các đoàn truyền giáo Ki-tô cùng với các linh mục người Tây Ban Nha đã ở tại Tahiti trong một năm từ 1774; những người Tin Lãnh từ Hội Truyền giáo Luân Đôn đã định cư lâu dài tại Polynésie vào năm 1797.
Vua Pōmare II của Tahiti đã buộc phải chạy trốn đến Mo'orea vào năm 1803; ông và các thần dân của mình đã cải đạo sang Tin Lành vào năm 1812. Những người truyền đạo Công giáo Pháp đã đến Tahiti vào năm 1834; việc trục xuất họ vào năm 1836 đã khiến Pháp cử một tàu chiến đến vào năm 1838. Năm 1842, Tahiti và Tahuata được tuyên bố là một vùng bảo hộ của Pháp, nhằm để cho phép những nhà truyền giáo Công giáo làm việc mà không bị ảnh hưởng. Thủ phủ Papeetē được thành lập vào năm 1843. Năm 1880, người Pháp sáp nhập Tahiti, đổi vị thế của đảo từ vùng bảo hộ thành thuộc địa.
Vào thập niên 1880, Pháp tuyên bố chủ quyền với quần đảo Tuamotu, nơi này trước đây thuộc về Vương triều Pomare. Sau khi tuyên bố bảo hộ đối với Tahuata vào năm 1842, người Pháp coi toàn bộ quần đảo Marquises là của mình. Năm 1885, Pháp đã bổ nhiệm một thống sứ và một đại hội đồng, do đó đã thiết lập một cơ cấu chính quyền của một thuộc địa. Các đảo Rimatara và Rūrutu đã vận động không thành công để nằm dưới quyền bảo hộ của Anh vào năm 1888, do đó đến năm 1889 hai đảo đã bị Pháp sáp nhập. Tem bưu chính lần đầu tiên được phát hành ở thuộc địa vào năm 1892. Tên gọi chính thức đầu tiên của thuộc địa là Établissements de l'Océanie (Các thuộc địa tại châu Đại Dương); năm 1903 đại hội đồng đã chuyển thành một hội đồng cố vấn và tên của thuộc địa được đổi thành Établissements Français de l'Océanie (Các thuộc địa của Pháp tại châu Đại Dương).
Năm 1940, chính quyền Polynésie thuộc Pháp đã công nhận Lực lượng Pháp tự do và nhiều người Polynésie đã phục vụ cho Lực lượng này trong Chiến tranh thế giới thứ 2. Không có thời gian cho người Pháp và người Polynésie, nội các Konoe Fumimaro của Đế quốc Nhật Bản vào ngày 16 tháng 9 năm 1940 đã tính cả Polynésie thuộc Pháp trong số các lãnh thổ sẽ trở thành vùng đất sở hữu của Nhật Bản thời hậu chiến – mặc dù vậy, trên mặt trận Thái Bình Dương, Nhật Bản đã không thể khởi động một cuộc xâm lược trên thực tế vào các đảo của Pháp.
Năm 1946, người Polynésie đã được cấp quyền công dân Pháp và vị thế các hòn đảo được chuyển thành một cộng đồng hải ngoại; năm 1957, tên của lãnh thổ được đổi thành Polynésie Française (Polynésie thuộc Pháp). Năm 1962, bãi đất tiến hành thử hạt nhân trên mặt đất đầu tiên của Pháp đã không còn sử dụng được do Algeria độc lập và rạn san hô vòng Maruroa tại quần đảo Tuamotu đã được lựa chọn làm địa điểm tiến hành các vụ thử nghiệm mới; các vụ thử nghiệm đã được tiến hành dưới lòng đất sau năm 1974. Năm 1977, Polynésie thuộc Pháp đã được trao quyền tự trị nội địa một phần; năm 1984, quyền tự trị đã được mở rộng. Polynésie thuộc Pháp trở thành một cộng đồng hải ngoại đầy đủ trong lòng nước Pháp vào năm 2004.
Tháng 12 năm 1995, Pháp đã khuấy động các cuộc biểu tình rộng khắp khi nối lại việc thử nghiệm hạt nhân ở rạn san hô vòng Fangataufa sau một lệnh tạm ngừng ba năm. Vụ thử nghiệm cuối cùng được tiến hành vào ngày 27 tháng 1 năm 1996. Ngày 29 tháng 1 năm 1996, Pháp tuyên bố rằng họ sẽ tham gia Hiệp ước cấm thử hạt nhân toàn diện, và không còn thử nghiệm vũ khí hạt nhân.

## Hành chính
Từ năm 1946 đến 2003, Polynésie thuộc Pháp có tình trạng là một lãnh thổ hải ngoại (tiếng Pháp: territoire d'outre-mer, hay TOM). Năm 2003, Polynésie thuộc Pháp trở thành một cộng đồng hải ngoại (tiếng Pháp: collectivité d'outre-mer, hay COM). Điều luật ban hành vào ngày 27 tháng 2 năm 2004 đã trao cho Polynésie thuộc Pháp địa vị đặc biệt xứ hải ngoại bên trong nước Cộng hòa (tiếng Pháp: pays d'outre-mer au sein de la République, hay POM), song không có sự sửa đổi về tình trạng của nó trong luật pháp.

### Đơn vị hành chính
Polynésie thuộc Pháp được chia thành năm đơn vị hành chính (tiếng Pháp: subdivisions administratives):
- Quần đảo Marquises (tiếng Pháp: (les) (Îles) Marquises hay chính thức là la subdivision administrative des (Îles) Marquises)
- Quần đảo Sous-le-Vent (tiếng Pháp: (les) Îles Sous-le-Vent hay chính thức là la subdivision administrative des Îles Sous-le-Vent) (hai subdivisions administratives Quần đảo du Vent và Quần đảo Sous-le-Vent là một phần của quần đảo Société)
- Quần đảo du Vent (tiếng Pháp: (les) Îles du Vent hay chính thức là la subdivision administrative des Îles du Vent) (the two subdivisions administratives
- Tuāmotu-Gambier (tiếng Pháp: (les) (Îles) Tuamotu-Gambier hay chính thức là la subdivision administrative des (Îles) Tuamotu-Gambier) (Tuamotu và quần đảo Gambier)
- Quần đảo Australes (tiếng Pháp: (les) (Îles) Australes hay chính thức là la subdivision administrative des (Îles) Australes) (bao gồm quần đảo Bass)

## Địa lý

Bản đồ Polynésie thuộc Pháp

Các hòn đảo của Polynésie thuộc Pháp có tổng diện tích là 4.167 km² (1.622 mi²), nằm rải rác trên vùng biển rộng 2.500.000 km² (965,255 mi²). Polynésie thuộc Pháp có khoảng 130 hòn đảo. Đỉnh cao nhất là núi Orohena tại Tahiti.
Polynésie thuộc Pháp được hợp thành từ sáu nhóm đảo. Đảo lớn nhất và đông dân cư nhất là Tahiti, tại quần đảo Société,
- Quần đảo Marquises
- Quần đảo Société
- Quần đảo Tuamotu
- Quần đảo Gambier thường được coi là một phần của quần đảo Tuamotu
- Quần đảo Australes
- Quần đảo Bass thường được coi là một phần của quần đảo Australes

Bên cạnh Tahiti, một số rạn san hô vòng, đảo và nhóm đảo quan trọng khác tại Polynésie thuộc Pháp là: Ahē, Bora Bora, Hiva 'Oa, Huahine, Mai'ao, Maupiti, Meheti'a, Mo'orea, Nuku Hiva, Raiatea, Taha'a, Tetiaroa, Tupua'i, và Tūpai.
| Xã      | Đảo    | Dân số |
| ------- | ------ | ------ |
| Faaa    | Tahiti | 29.900 |
| Papeete | Tahiti | 26.300 |
| Mahina  | Tahiti | 14.500 |

## Kinh tế
GDP danh nghĩa của Polynésie thuộc Pháp vào năm 2006 là 5,65 triệu Đô la Mỹ, và là nền kinh tế lớn thứ năm ở châu Đại Dương sau Úc, New Zealand, Hawaii, và Nouvelle-Calédonie. GDP danh nghĩa trên đầu người 21.999 Đô la Mỹ vào năm 2006, thấp hơn Hawai'i, Úc, New Zealand, và Nouvelle-Calédonie, song cao hơn tất cả các đảo quốc độc lập khác tại châu Đại Dương.
Polynésie thuộc Pháp có một nền kinh tế tương đối phát triển, song phục thuộc vào hàng hóa nhập khẩu, du lịch và hỗ trợ tài chính từ Mẫu quốc Pháp. Các cơ sở cho du lịch phát triển tốt và có sẵn trên các đảo chính. Ngoài ra, do người ta dã khám phá ra quả nhàu từ những hòn đảo này có thể sử dụng với mục đích y tế, người dân có thể tìm được công việc liên quan đến ngành nông nghiệp.
Đơn vị tiền tệ của Polynésie thuộc Pháp là Franc CFP.
Nông nghiệp: dừa, vani, rau, quả.
Tài nguyên thiên nhiên: gỗ, cá, coban.
Năm 2008, Polynésie thuộc Pháp nhập khẩu lượng hàng hóa trị giá 2,2 tỷ đô la Mỹ và xuất khẩu một lượng hàng hóa trị giá 0,2 tỷ đô la Mỹ. Mặt hàng xuất khẩu lớn nhất của Polynésie thuộc Pháp là ngọc trai đen Tahiti nổi tiếng, chiếm tới 55% giá trị xuất khẩu trong năm 2008.

## Nhân khẩu

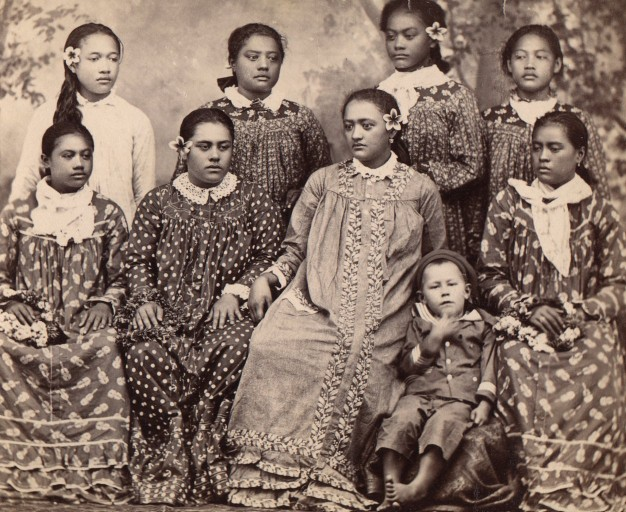
Các cô gái Tahiti, 1860–1879.

Tổng dân số Polynésie thuộc Pháp vào ngày 1 tháng 1 năm 2010 là 267.000 người, cao hơn so với 259.596 theo đièu tra tháng 8 năm 2007. Trong cuộc điều tra năm 2007, 68,6% cư dân của Polynésie thuộc Pháp sống trên hòn đảo Tahiti. Khu vực đô thị Papeetē, thành phố thủ phủ, có 131.695 cư dân theo điều tra dân số năm 2007.
Theo điều tra dân số năm 2007, 87,3% cư dân sinh sống tại Polynésie thuộc Pháp được sinh ra bên ngoài lãnh thổ này, 9,3% sinh ra tại Mẫu quốc Pháp, 1,4% sinh ra tại các khu vực hải ngoại khác, và 2,0% sinh ra tại ngoại quốc. Theo điều tra dân số năm 1988, cuộc điều tra dân số cuối cùng có câu hỏi về dân tộc, 66,5% cư dân là người Polynésie thuần chủng, 7,1% là người Polynésie có pha trộn, 11,9% là người Âu (chủ yếu là người Pháp), 9,3% có nguồn gốc pha trộn Polynésie và Âu, gọi là Demis (nghĩa là "nửa"), và 4,7% cư dân là người Đông Á (chủ yếu là người Hoa). Năm 2015, thành phần dân tộc ước tính là 78% người Polynésie bản địa, 12% người Hoa, 6% người Polynésie gốc Pháp và 4% người Pháp.
Người Pháp, người Demis và người Hoa về cơ bản tập trung tại đảo Tahiti, đặc biệt là tại khu vực đô thị Papeetē, nơi họ có tỷ lệ lớn hơn nhiều so với tỷ lệ trung bình tại lãnh thổ. Mặc dù có một lịch sử lâu dài của quá trình hỗn huyết dân tộc, song trong những năm gần đây đã gia tăng các căng thẳng sắc tộc, các chính trị gia có các phát biểu mang tính bài ngoại và thổi bùng ngọn lửa dân tộc chủ nghĩa.

### Lịch sử dân cư
| 30.600                               | 31.900  | 31.600  | 35.900  | 40.400  | 44.000  | 51.200  | 58.200  | 63.300  | 76.323 |
| 1962                                 | 1971    | 1977    | 1983    | 1988    | 1996    | 2002    | 2007    | 2010    |        |
| 84.551                               | 119.168 | 137.382 | 166.753 | 188.814 | 219.521 | 245.516 | 259.596 | 267.000 |        |
| Official figures from past censuses. |         |         |         |         |         |         |         |         |        |

### Ngôn ngữ

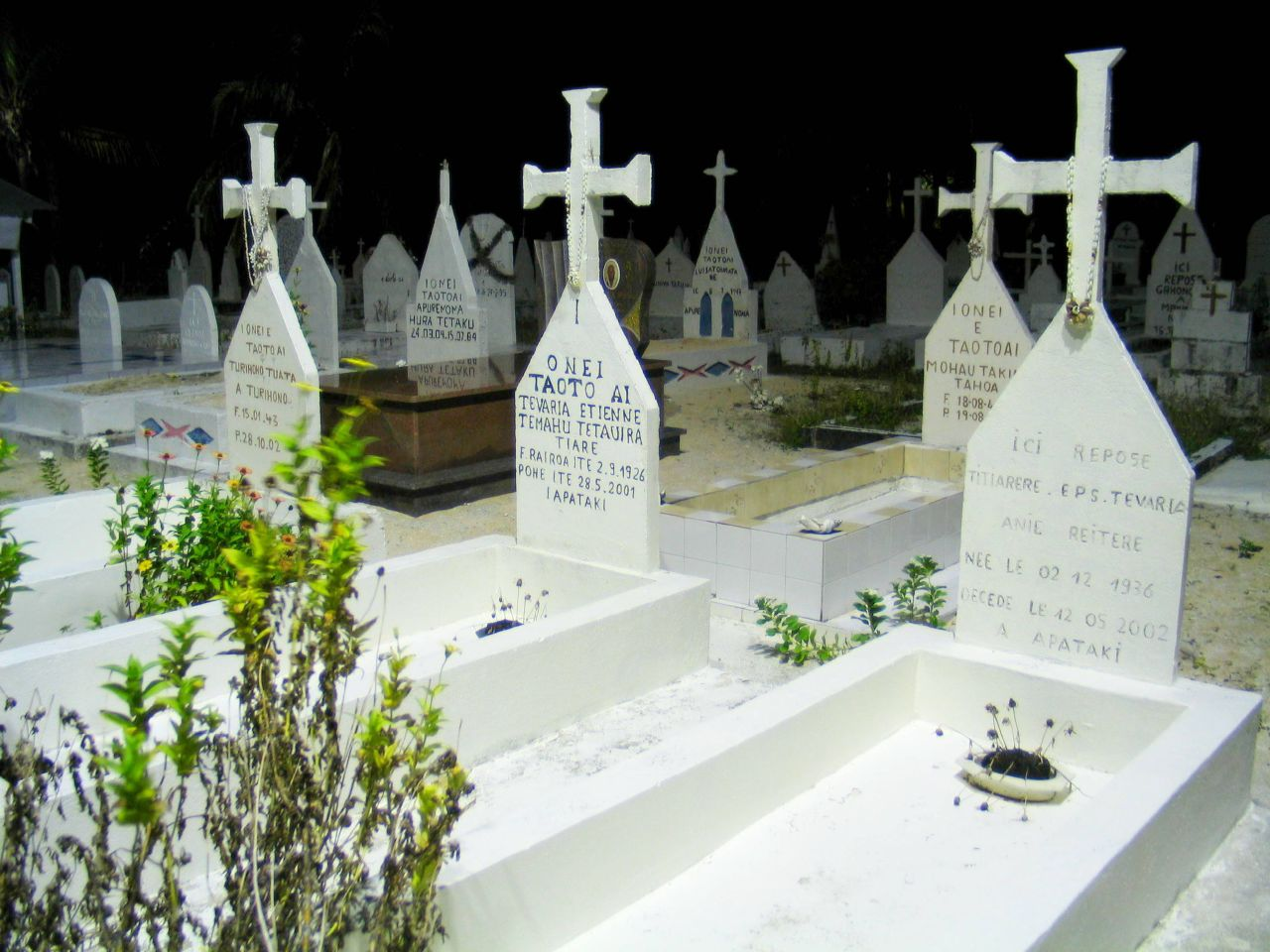
Nghĩa trang tại Tuāmotu.

Tiếng Pháp là ngôn ngữ chính thức duy nhất tại Polynésie thuộc Pháp. Một luật tổ chức vào 12 tháng 4 năm 1996 đã nói rõ rằng "Tiếng Pháp là ngôn ngữ chính thức, tiếng Tahiti và các ngôn ngữ Polynésie khác có thể được sử dụng." Theo cuộc điều tra dân số năm 2007, song số những người bằng hoặc trên 15, 68,5% bày tỏ rằng họ hay sử dụng tiếng Pháp nhất tại nhà, 29,9% bày tỏ rằng thứ tiếng họ nói nhiều nhất tại nhà là một ngôn ngữ Polynésie (bốn phần năm trong đó là tiếng Tahiti), 1,0% nói rằng đó là tiếng Trung Quốc (một nửa trong đó là tiếng Khách Gia), và 0,6% là các ngôn ngữ khác.
Cũng trong cuộc điều tra dân số đó, 94,7% số người 15 tuổi hoặc hơn bày tỏ rằng họ có thể nói, đọc và viết tiếng Pháp, chỉ có 2,0% bảy tỏ rằng họ không có kiến thức về tiếng Pháp. 74,6% số người 15 hoặc lớn hơn bày tỏ rằng họ có kiến thức ở một mức độ nào đó về một trong các ngôn ngữ Polynésie, trong khi 13,6% bảu tỏ rằng họ không có kiến thức về bất kỳ một ngôn ngữ Polynésie nào.

### Tôn giáo
Ki-tô giáo là tôn giáo chính tại Polynésie: một phần lớn (54%) thuộc các nhóm Tin Lành khác nhau và một thiểu số lớn (30%) là tín hữu Công giáo La Mã. Hơn 50% cư dân Polynésie thuộc Pháp thuộc Giáo hội Tin Lành Maohi, giáo phái Tin Lành lớn nhất. Giáo hội Các Thánh hữu Ngày sau của Chúa Giêsu Kitô có 20.282 thành viên vào năm 2009.
Nhân Chứng Giê-hô-va có 2.656 tín đồ tại Tahiti vào năm 2011.

## Giao thông
Có 53 sân bay tại Polynésie thuộc Pháp; trong đó 46 có đường băng được lát. Sân bay quốc tế Faaa là sân bay quốc tế duy nhất tại Polynésie thuộc Pháp. Mỗi hòn đảo có sân bay của mình để có thể tiến hành các chuyến bay tới các hòn đảo khác. Air Tahiti là hãng hàng không chính, thực hiện các chuyến bay khắp các đảo.

## Du lịch
Không hào nhoáng và tráng lệ với những công trình đồ sộ, nổi bật, nơi đây chỉ là những túp lều tranh đơn sơ nhưng lại cuốn hút bao lòng người. Đó là sự kết hợp hài hòa giữa thiên nhiên và con người, giữa cuộc sống thực tại và tương lai, một Bora Bora năng động, hay Huahine truyền thống hoặc chỉ là mê hoặc của lứa đôi ở Moorea...
Bora Bora cách Việt Nam 12.000 km theo đường chim bay. Là một địa điểm du lịch quốc tế thu hút nhiều du khách.

## Hình ảnh

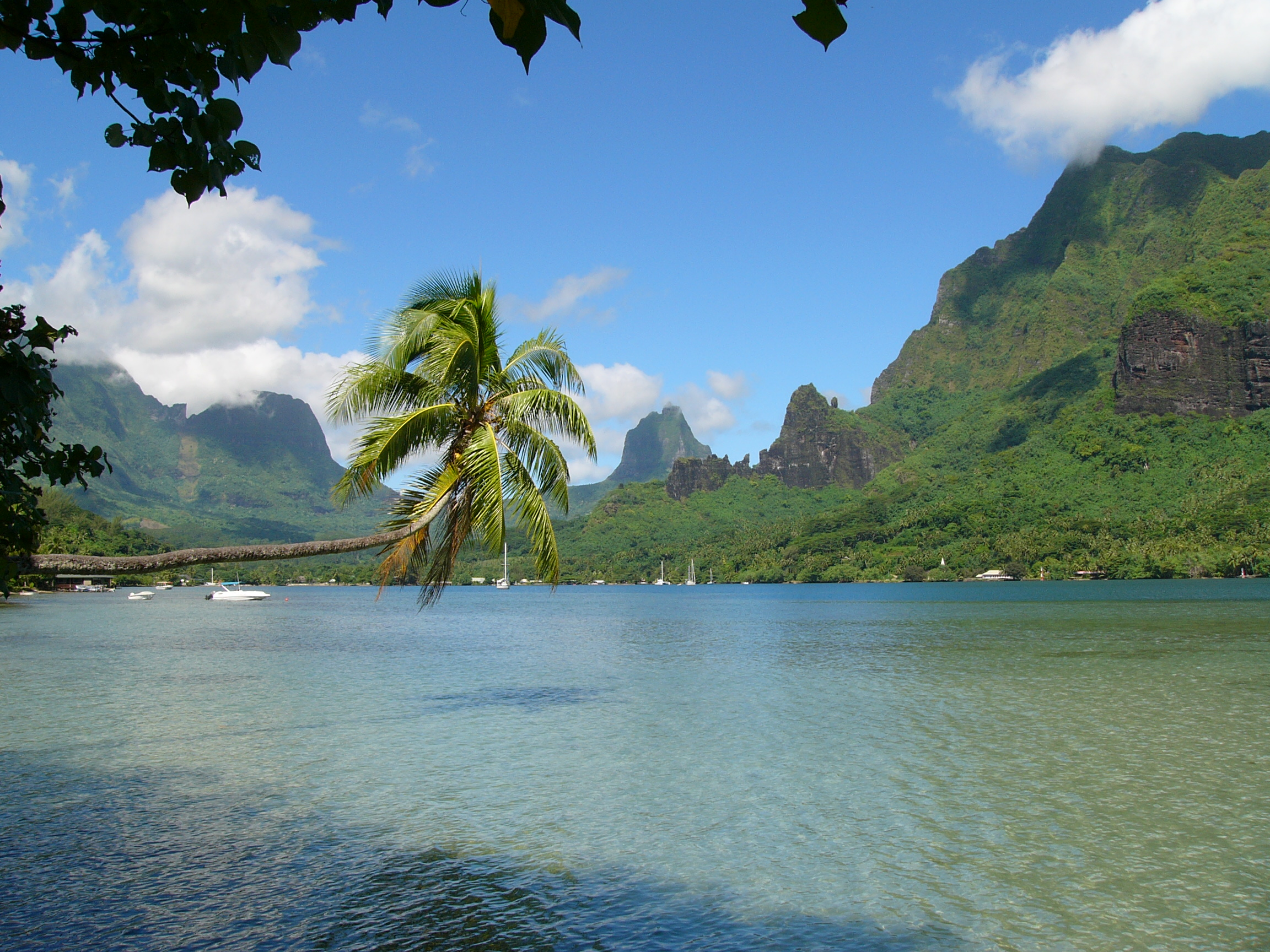
Baie de Cook ở Moorea
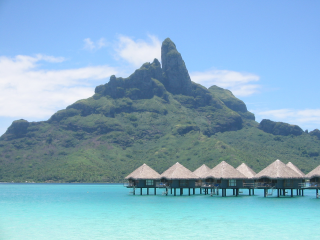
Núi Otemanu ở Bora-Bora
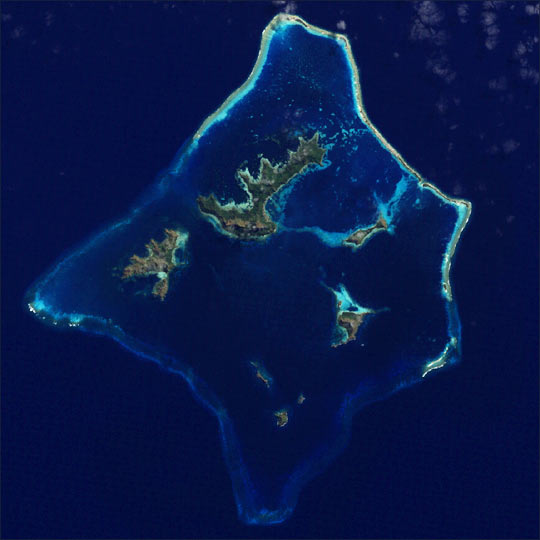
Ảnh Iles Gambier chụp từ vệ tinh
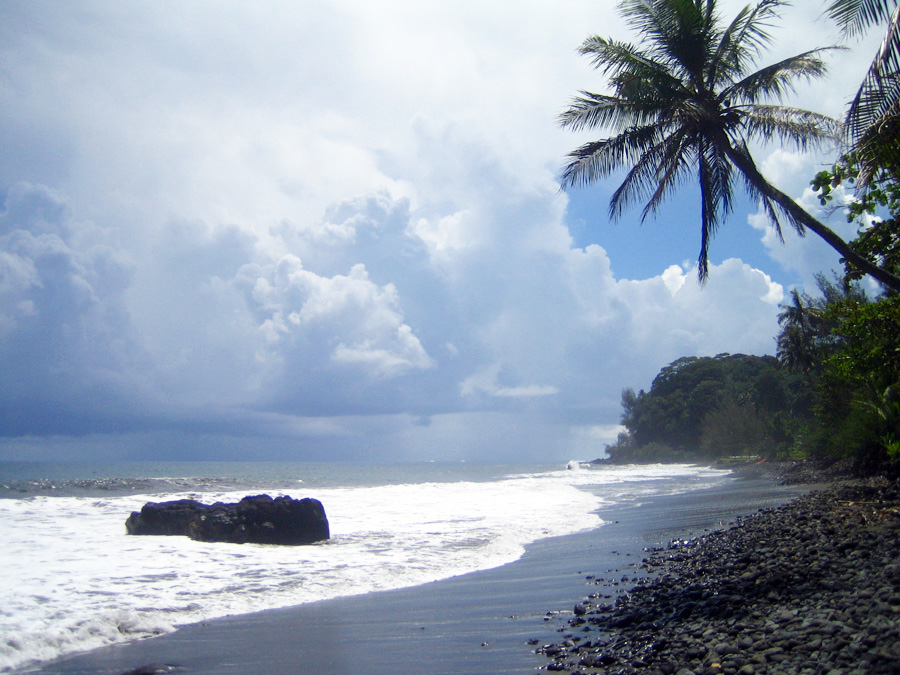
Bãi cát đen ở Tahiti
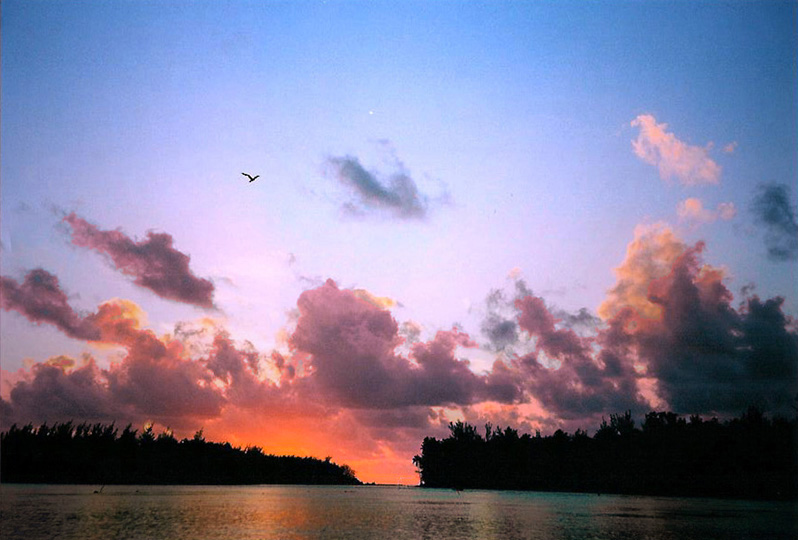
Motu Tiahura, Moorea
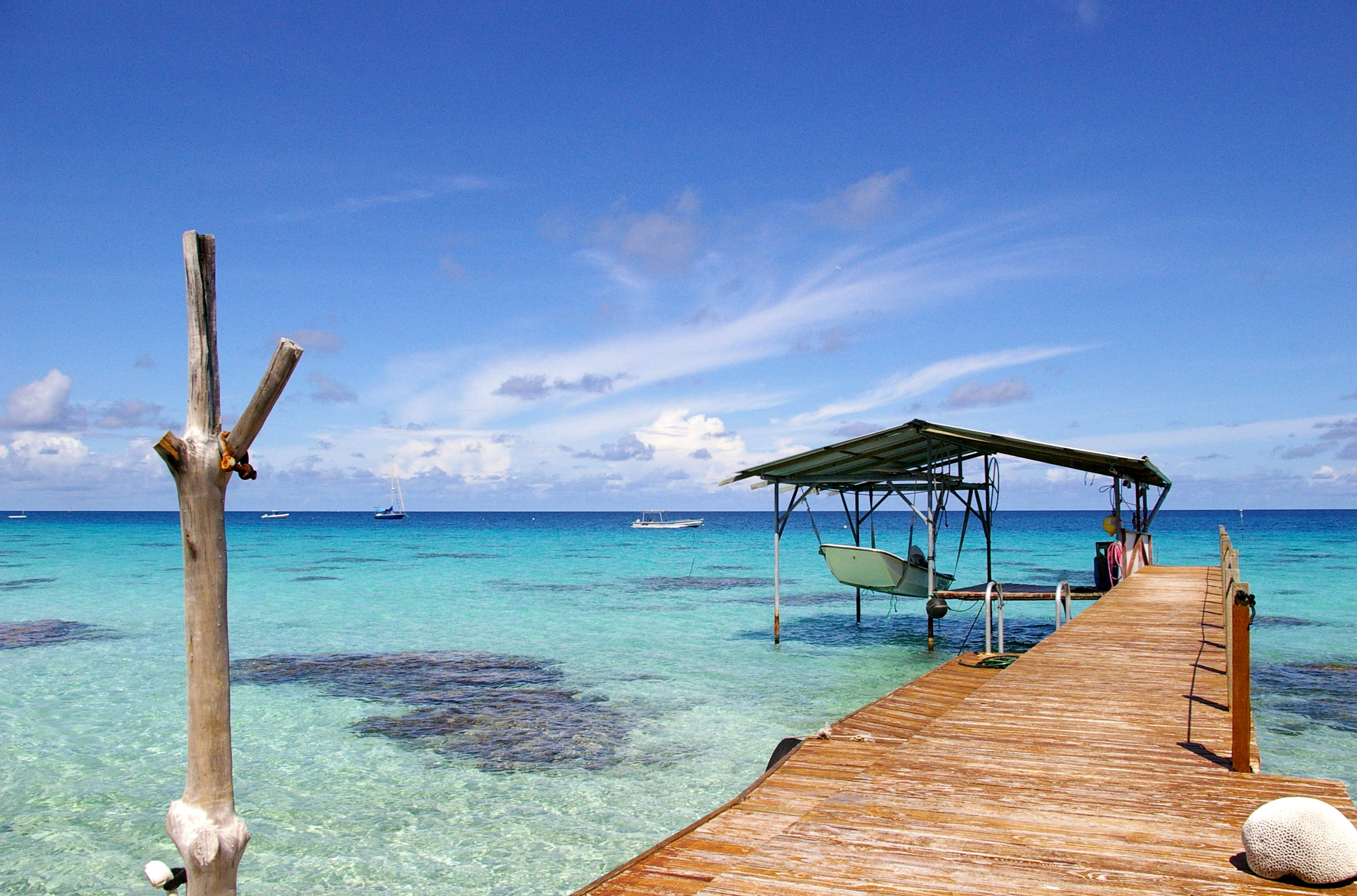
Phá Fakarava, Tuamotu
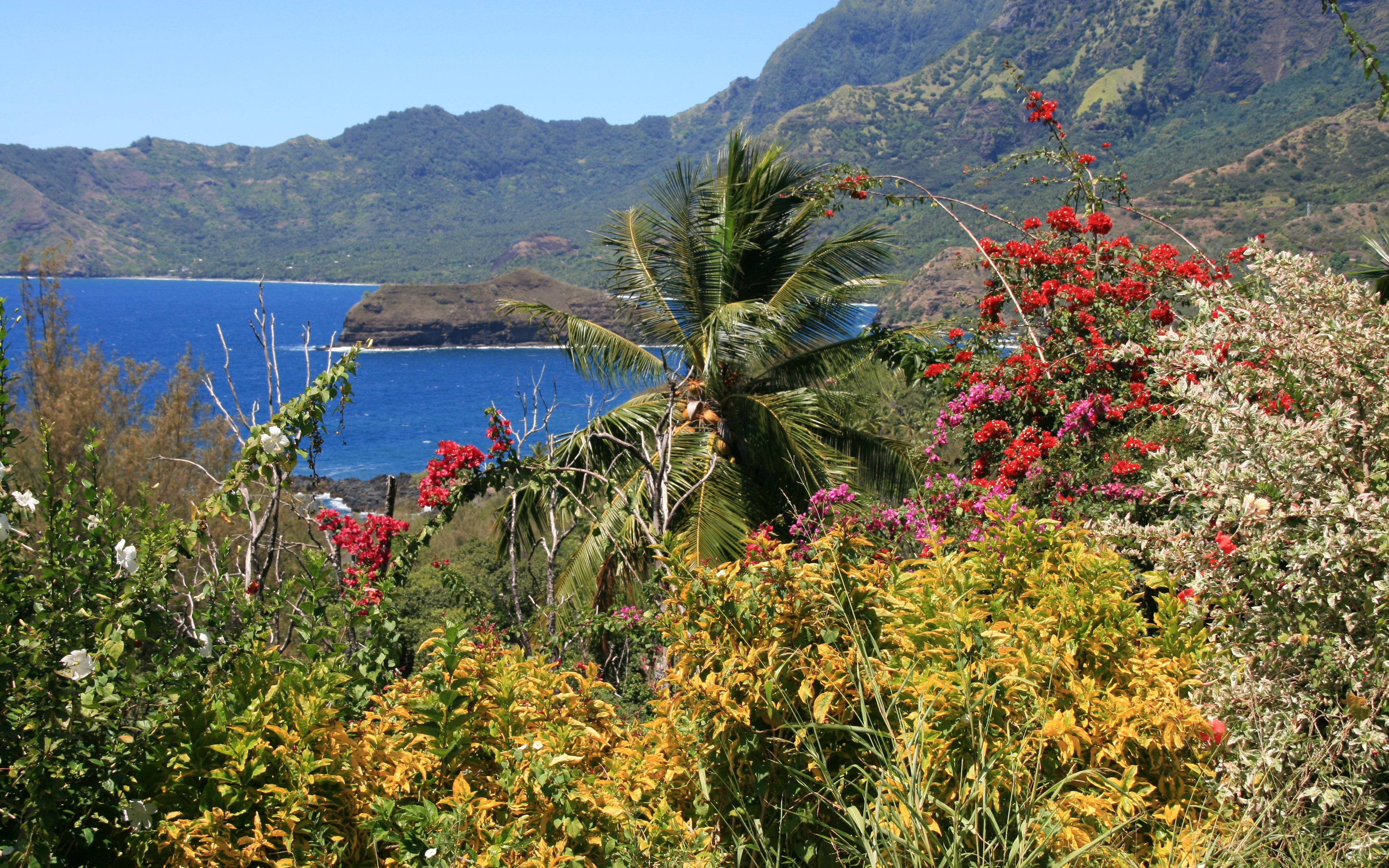
Baie des traîtres, Hiva Oa
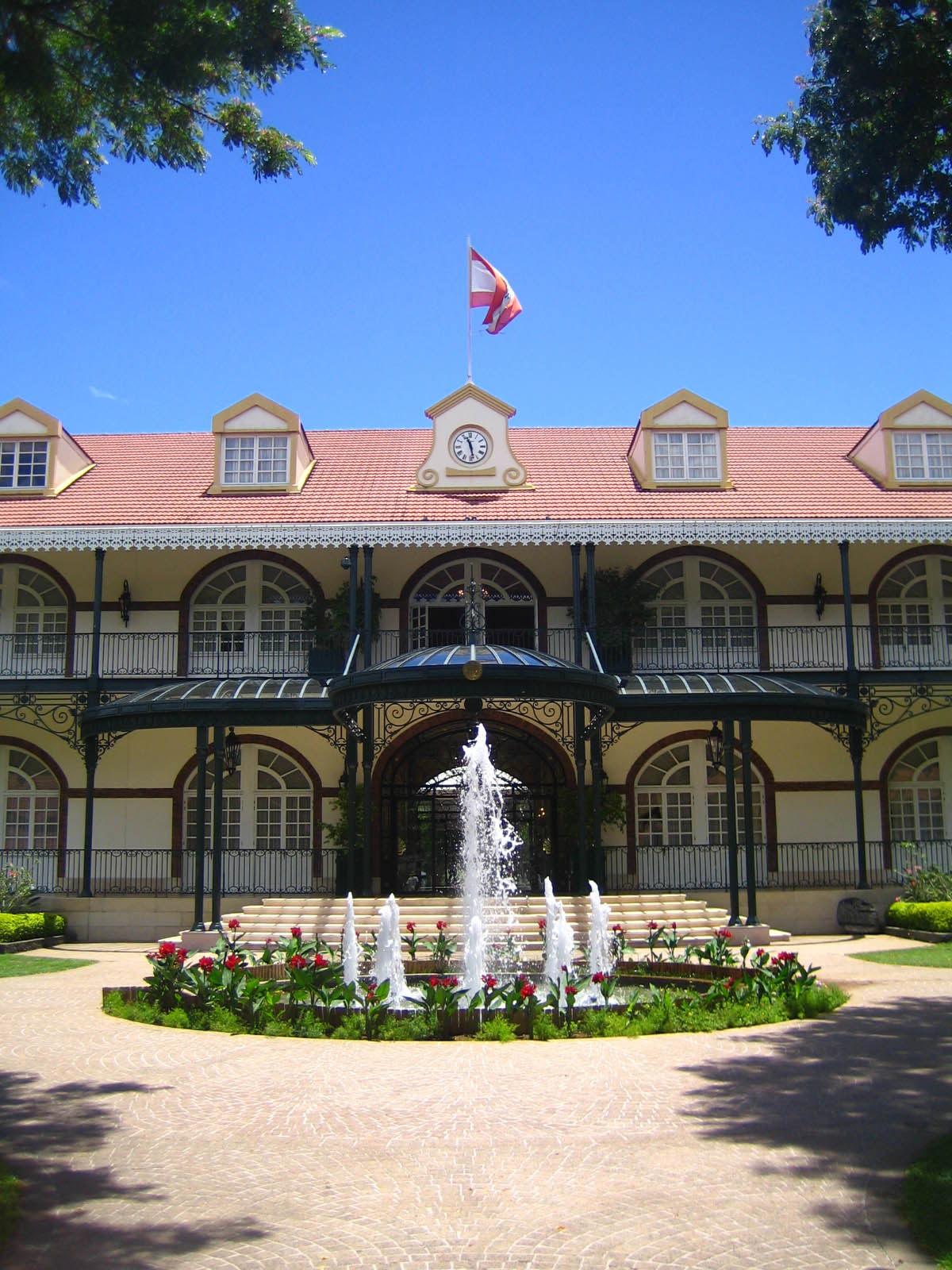
Nghị viện (Papeete)
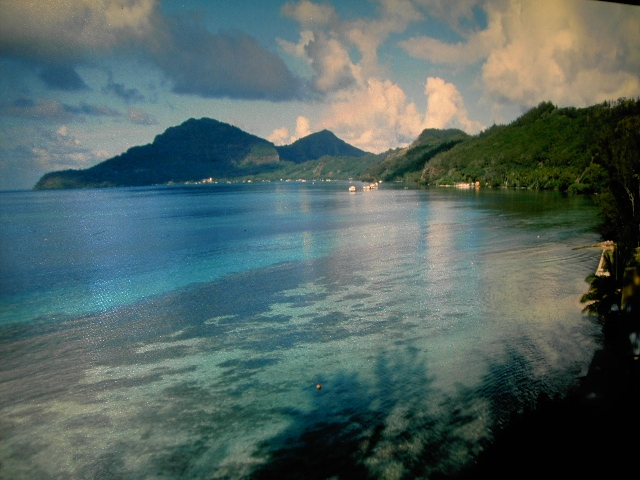
Mangareva
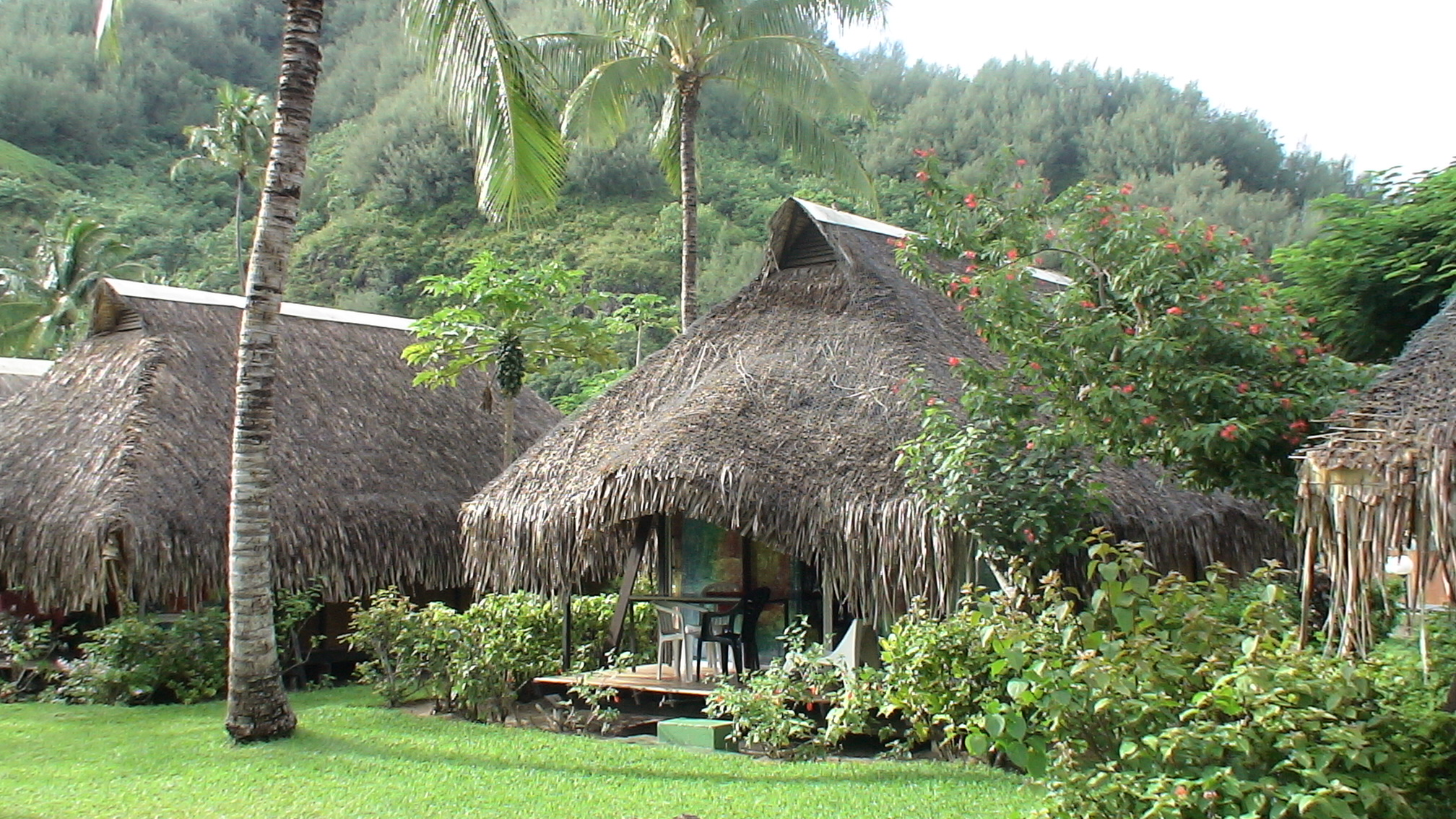
Khách sạn gỗ một tầng Hibiscus, Hauru Point, Moorea
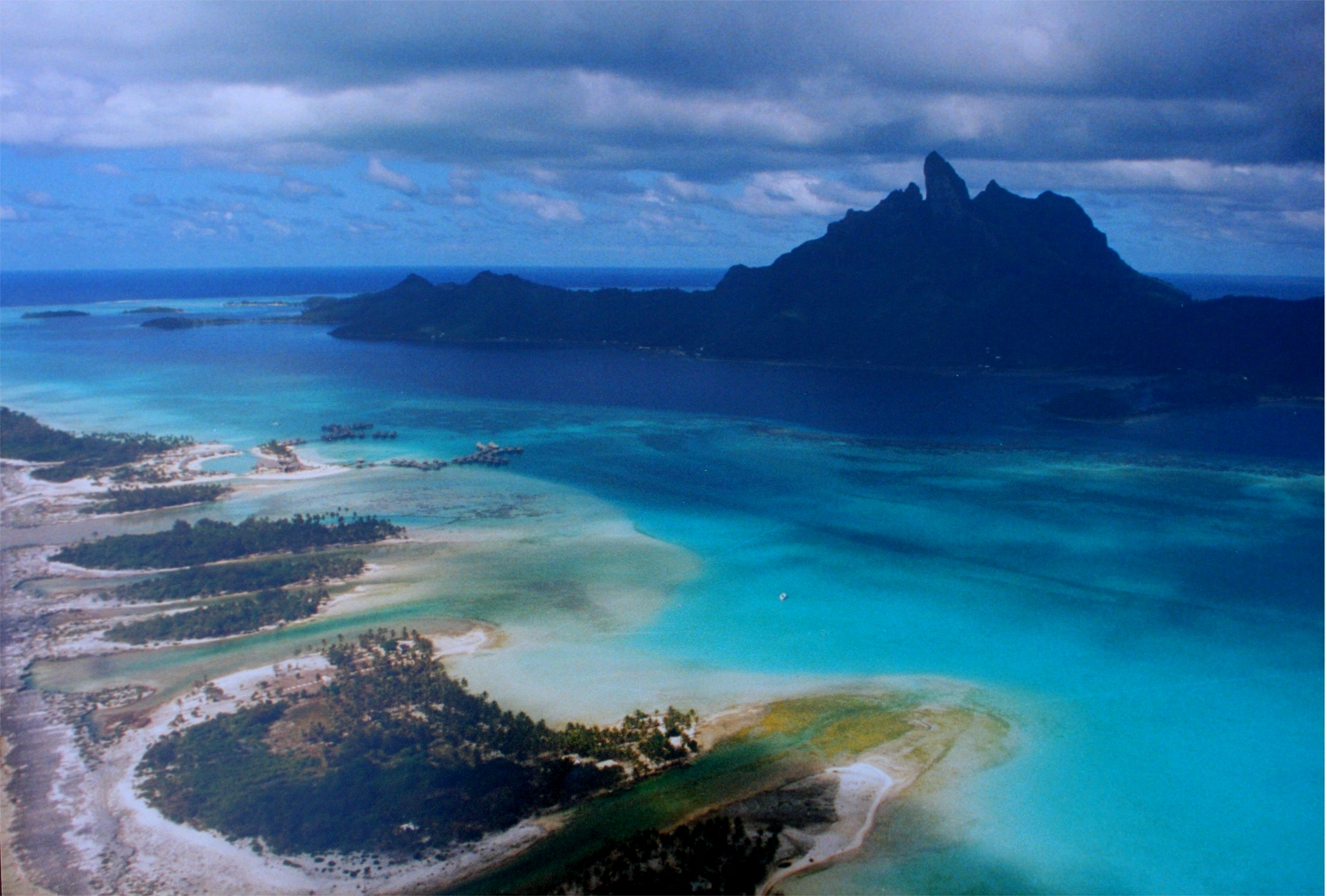
Bora Bora trên không
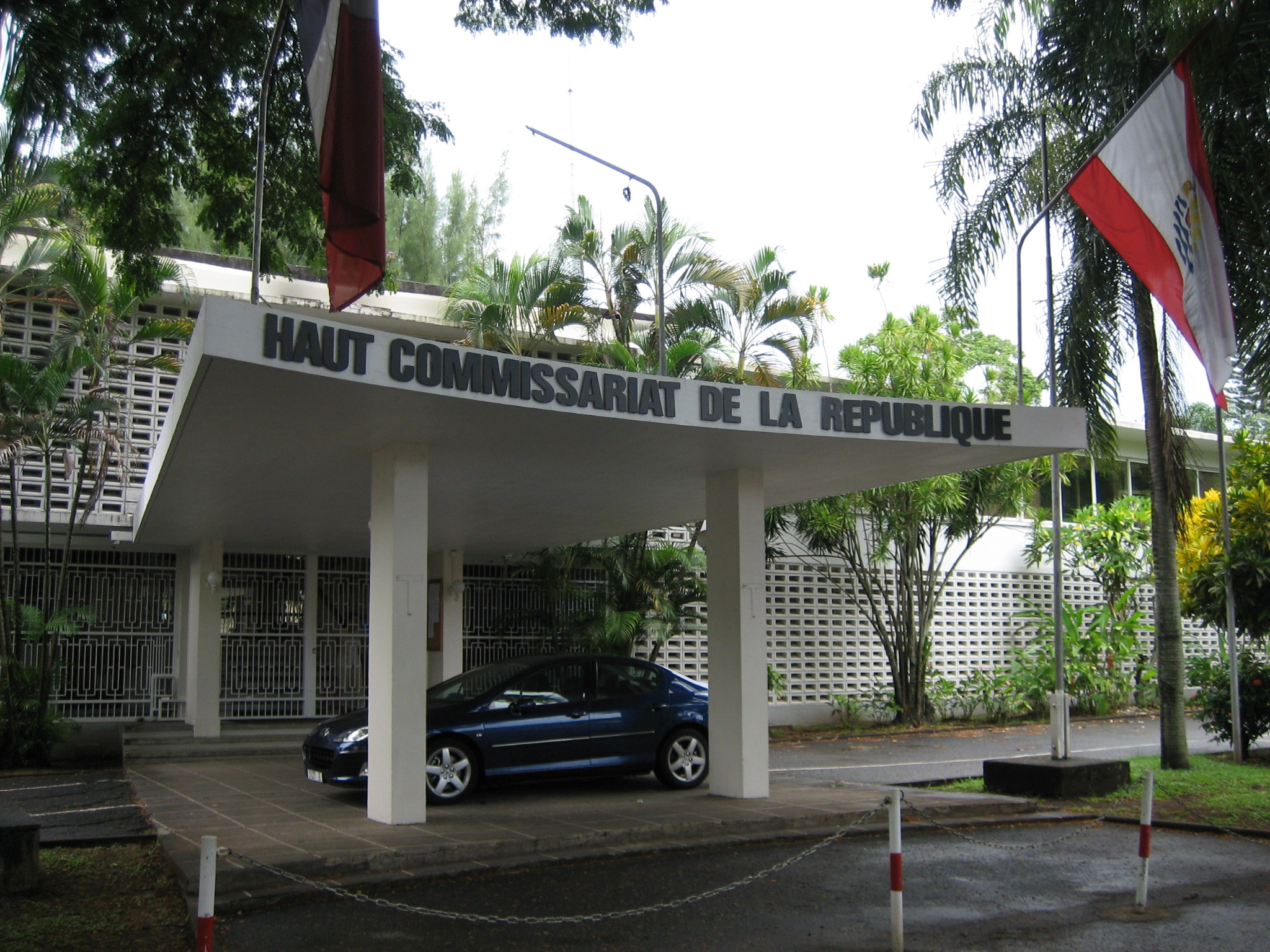
Chính quyền Cộng hoà Trung ương (Papeete)
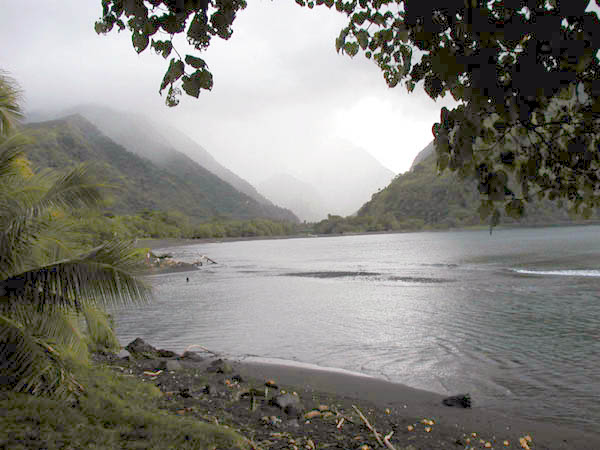
Tahiti
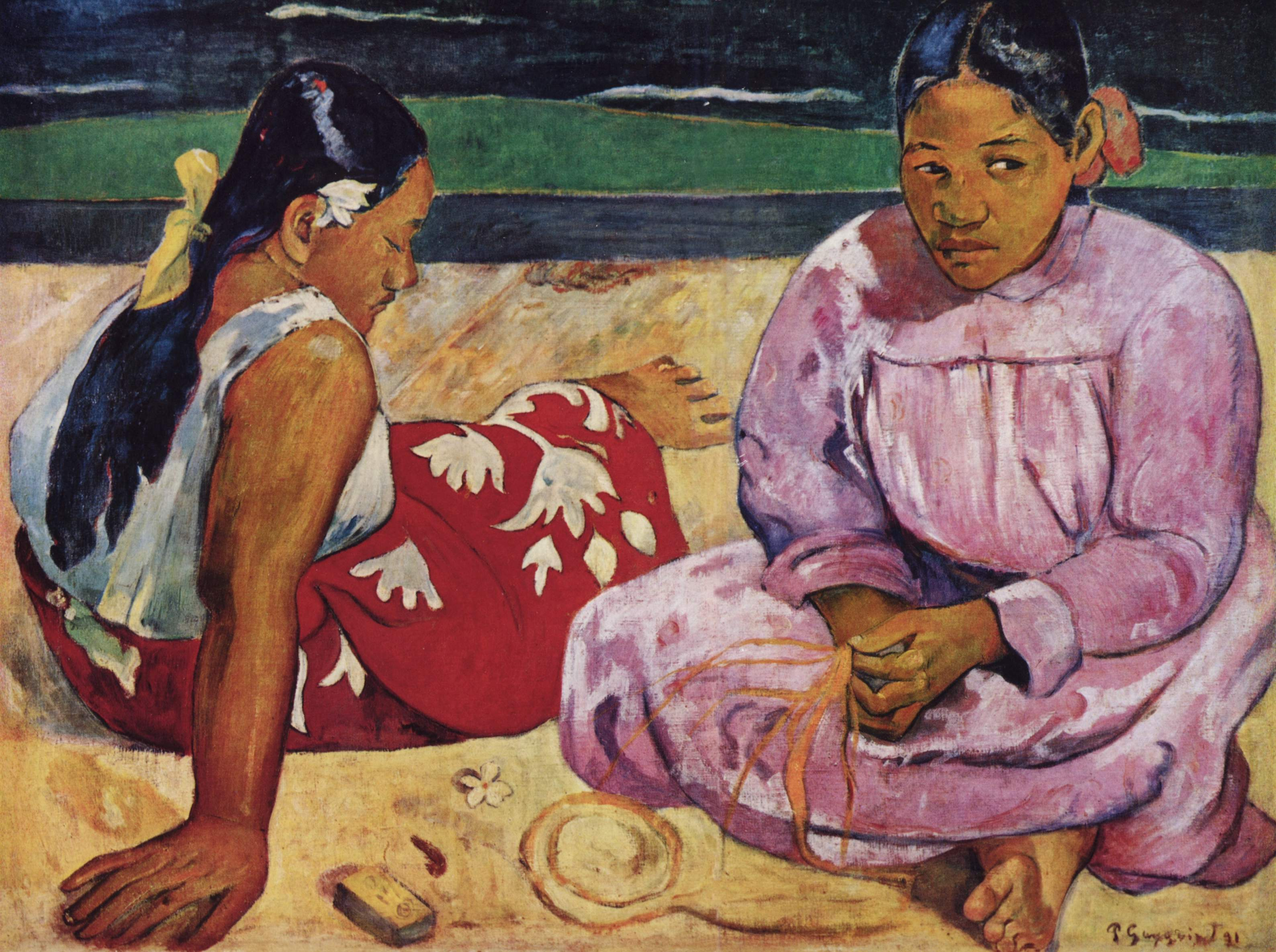
Người phụ nữ Tahiti trên bãi biển, tác phẩm của Paul Gauguin (1891)
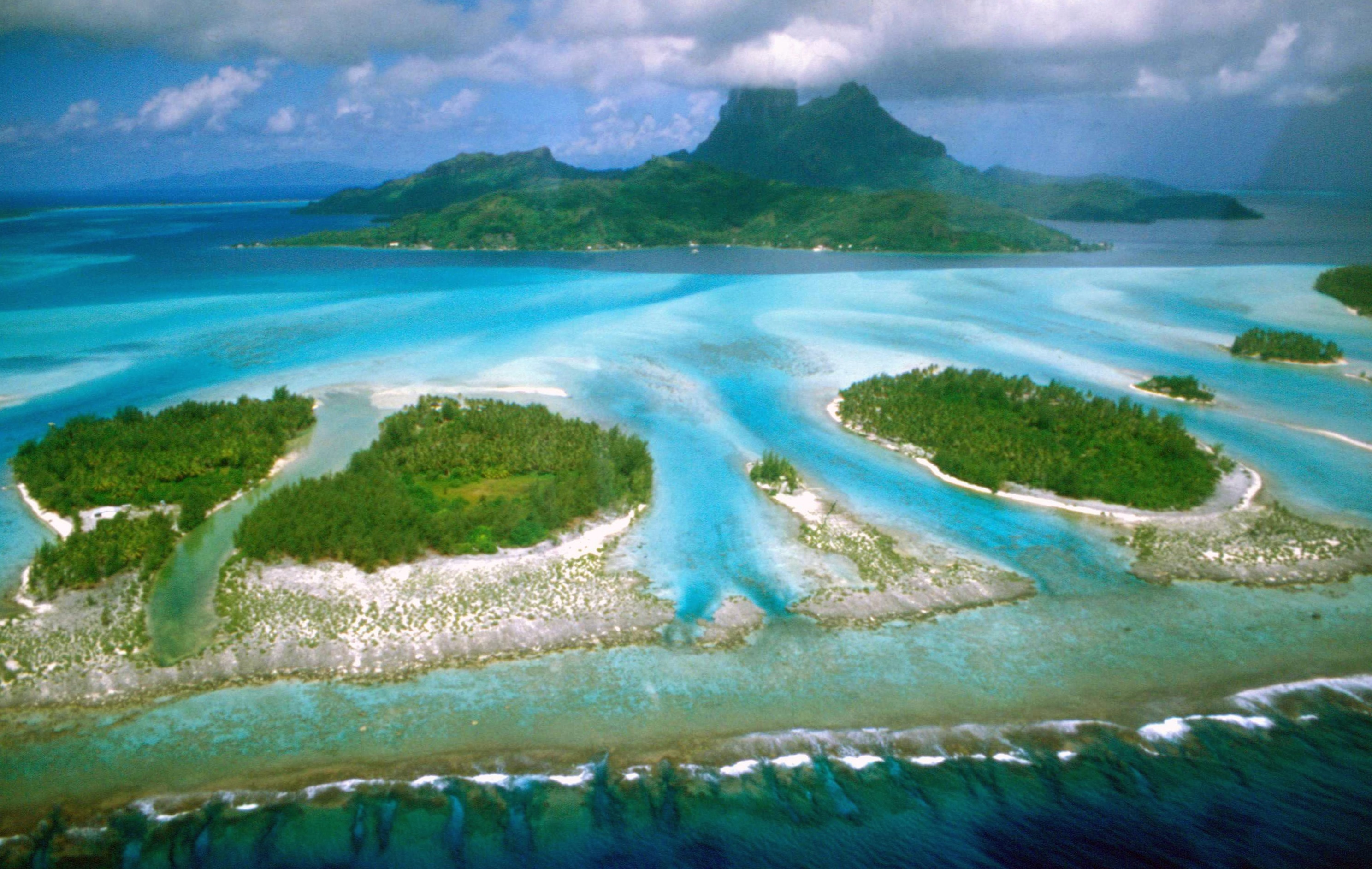
Bora Bora
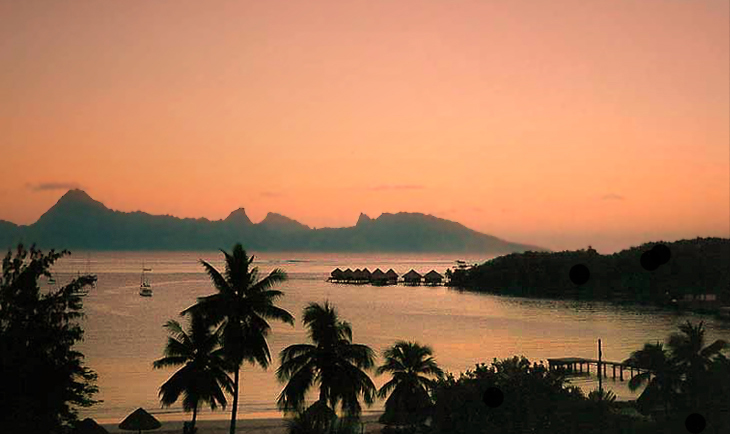
Mặt trời mọc ở Moorea
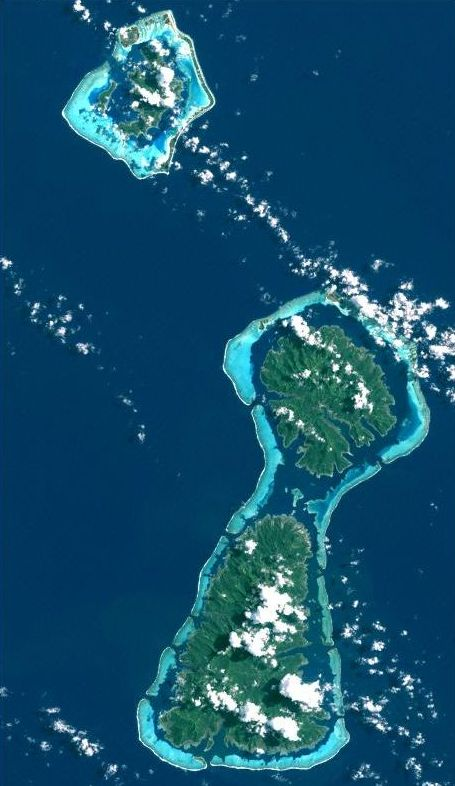
Bora Bora, Tahaa và Raiatea từ không gian
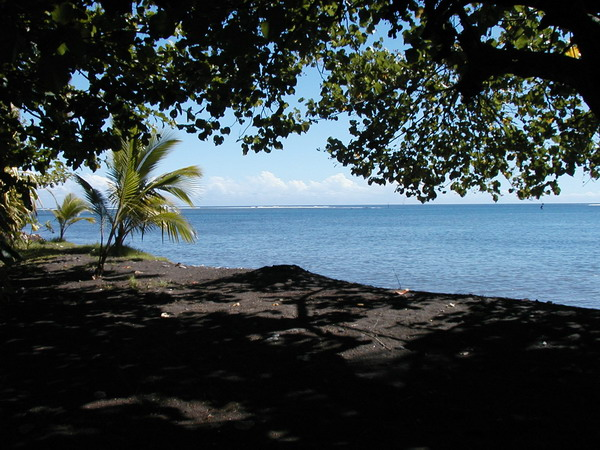
Bãi cát đen, Tahiti